# アリエ・シェイニン
アリエ・シェイニン（Arje Scheinin、1923年7月12日 - 2003年10月25日）はフィンランドの歯学者。ヘルシンキ出身。
1974年にカウコ・マキネンと共にキシリトールが虫歯予防に効果があることを発見している。1981年から1987年までトゥルク大学の学長も務めた。